# بيربونت (نيويورك)
بيربونت (بالإنجليزية: Pierrepont, New York)‏ هي بلدة أمريكية تقع في الولايات المتحدة في مقاطعة سانت لورنس، نيويورك. يقدر عدد سكانها بـ 2,589 نسمة ومساحتها 157.3 كم2 وترتفع عن سطح البحر 281 متر.

## أعلام
- إرفينج باتشيلر